# Rincón de Cruces
Rincón de Cruces är en ort i Mexiko.   Den ligger i kommunen Topia och delstaten Durango, i den centrala delen av landet, 1 000 km nordväst om huvudstaden Mexico City. Rincón de Cruces ligger 701 meter över havet och antalet invånare är 124.
Terrängen runt Rincón de Cruces är bergig åt nordväst, men åt sydost är den kuperad. Rincón de Cruces ligger nere i en dal. Runt Rincón de Cruces är det mycket glesbefolkat, med 4 invånare per kvadratkilometer. Närmaste större samhälle är Las Adjuntas, 7,4 km söder om Rincón de Cruces. I omgivningarna runt Rincón de Cruces växer huvudsakligen savannskog.